# Seti (zone)
Seti is een van de 14 zones van Nepal. De hoofdstad is Dhangadhi.

## Districten
Seti is onderverdeeld in vijf districten (Nepalees: jillā):
- Achham
- Bajhang
- Bajura
- Doti
- Kailali

Bagmati · Bheri · Dhawalagiri · Gandaki · Janakpur · Karnali · Kosi · Lumbini · Mahakali · Mechi · Narayani · Rapti · Sagarmatha · Seti